# Listel Listas Telefônicas
Listel - Listas Telefônicas foi uma editora especializada em listas telefônicas, líder do mercado brasileiro no período em que as empresas de telecomunicações eram vinculadas ao sistema Telebras.

## Origem
Em 1983, através de nova legislação que passou a regular o setor de listas no país, as operadoras do sistema Telebras foram obrigadas a licitar a produção de listas telefônicas, e desta forma houve uma ebulição neste mercado, com novas empresas entrando nele.
Foi nesse contexto que surgiu a ABC Listel, empresa criada em 9 de novembro de 1983 pelo Grupo ABC (atual Grupo Algar). Em 1984 a ABC Listel associou-se a Editora Abril e a US West, empresa líder de mercado nos Estados Unidos no segmento de listas telefônicas, formando a ABC Abril Listas Telefônicas S/A - Listel.

## Crescimento e liderança de mercado

### Expansão
Participando das licitações ocorridas no ano de 1984 a Listel passou a ser uma das editoras oficiais do sistema Telebras. A primeira licitação que a Listel venceu foi a da CRT, e logo em seguida venceu as licitações da CTBC-Borda do Campo, da Telesc e da CTMR.
A empresa também venceu outras licitações e passou a editar as listas telefônicas das seguintes operadoras:
- Região Norte (Teleron, Teleacre, Telamazon, Telaima, Telepará e Teleamapá)
- Região Centro-Oeste (Telemat e Telems)
- Região Nordeste (Telma e Telepisa)
- Região Sudeste (um lote de listas telefônicas da Telesp, maior mercado do país)

Posteriormente substituiu a Editora LTN na edição das listas da Teleceará, da Telern, da Telpa e da Telpe, a Editora ABC-Sabe na edição das listas da Telegoiás e da Telebrasília, e incorporando a Editora LTP em 1988 assumiu a edição de mais algumas listas da Telesp.

### Liderança
Em 1989 o Grupo ABC vendeu o controle acionário da empresa para a Editora Abril, com a Listel já consolidada na liderança do mercado brasileiro de listas telefônicas, situação em que permaneceu até o final da década de 90.
Em 1997 a Listel era a editora oficial de 21 operadoras, cobrindo geograficamente 82% do território nacional e cerca de 2.400 municípios. Atendia 42% dos terminais telefônicos do país, editando 87 listas telefônicas com uma tiragem de 8,5 milhões de exemplares distribuídos anualmente.

### Associações
A Listel foi uma das empresas associadas à ABL (Associação Brasileira de Listas Telefônicas), que representava a categoria econômica das editoras de listas telefônicas em todo território nacional e defendia os seus interesses.

## Declinio e fim da empresa
A partir de 1998 nova legislação sobre o assunto liberou a criação e edição de listas telefônicas por qualquer agente privado, aumentando dessa forma a concorrência.
Só que mesmo após a privatização da Telebrás a empresa foi contratada pelas novas operadoras para editar listas, mas a popularização da internet acabou provocando um declínio acentuado do setor de listas impressas.
Em 1999 o Grupo Abril e a MediaOne (US West) venderam a Listel para a BellSouth, que em 2005 a vendeu para a Publicar do Brasil (de propriedade do Grupo Carvajal), que incorporou a empresa mas continuou utilizando a marca.